# Demétrio Paleólogo (filho de Andrônico II)
Demétrio Ângelo Ducas Paleólogo (em grego: Δημήτριος Ἄγγελος Δούκας Παλαιολόγος; romaniz.: Demetrios Angelos Doukas Palaiologos; c. 1295 – depois de 1343) era filho do imperador bizantino Andrônico II (r. 1282–1328) com sua segunda esposa, Irene de Monferrato.

## História

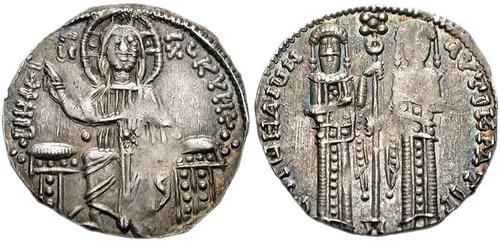
Basílico de e

Nascido por volta de 1295, era o filho mais novo de Andrônico. Em 1304, foi enviado para a corte do rei sérvio Estêvão Milutino para se preparar para suceder o pai. Mas, sua estadia foi breve e Demétrio retornou a Constantinopla em menos de 2 anos. Em 1306, recebeu o título mais alto da corte, o de déspota. Na guerra civil de 1321-1328, tomou o partido do pai contra seu sobrinho, Andrônico III. Entre 1327 e 1328, já nos estágios finais da guerra, serviu como governador de Salonica. Por fim, foi forçado a fugir à Sérvia enquanto sua esposa e filhos foram capturados, mas acabou retornando depois da vitória final de Andrônico III. Foi acusado de conspirar contra ele em 1336-1337, mas as acusações foram abandonadas. Nada mais se sabe sobre ele depois de 1343.
Demétrio também era um talentoso teólogo e iluminador de manuscritos. A identidade de sua esposa nunca foi exposta abertamente, mas é muito provável que tenha sido Teodora Comnena, com quem teve uma filha, a futura imperatriz Irene Paleóloga, e pelo menos mais um outro filho ou filha de nome desconhecido.